# Institut für Musik der Hochschule Osnabrück

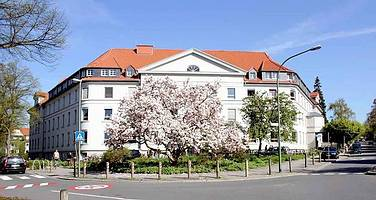
Hauptgebäude des IfM an der Caprivistraße 1

Das Institut für Musik der Hochschule Osnabrück (IfM) bietet eine achtsemestrige künstlerisch-pädagogische Ausbildung zum Bachelor of Arts an der Hochschule Osnabrück. Fünf Studienprofile im Studiengang Musikerziehung stehen zur Wahl: Klassik (Instrumental, Vokal, Komposition oder Musiktheorie/Gehörbildung), Pop (Instrumental, Vokal, Producing), Jazz (Instrumental, Vokal, Komposition), Musical und Elementare Musikpädagogik (EMP). Das IfM ist Mitglied im Association Européenne de Conservatoires, Académies de Musique et Musikhochschulen (AEC).

## Geschichte
Anfang 1919 gründete Martin Karl Hasse, ein Schüler Max Regers, das Städtische Konservatorium Osnabrück. Unter den Kuratoren fand sich Franz Hecker. Das Konservatorium wurde 1920 im Lydiaheim, Katharinenstraße 18, untergebracht. 1923 fand die erste Musiklehrerprüfung statt, 1926 wurde das Konservatorium staatlich anerkannt. 1927 wurde das Institut für Kirchenmusik am städtischen Konservatorium für die Ausbildung und Fortbildung von Organisten und Kantoren gegründet.
In der NS-Zeit 1935 folgte die Trennung zwischen „Musikschule für Jugend und Volk“ und dem Konservatorium. Neuer Standort wurde das nach Verbot der Freimaurerloge „Zum Goldenen Rade“ von der Stadt Osnabrück zur Verfügung gestellte frühere Logenhaus an der Rolandsmauer. 1944 wurde das Haus bei einem Bombenangriff zerstört.
Nach dem Krieg nahm das Konservatorium 1951 seinen Betrieb wieder auf. Im Jahr 1955 fand es in der „Poggenburg“ in der Hakenstraße seinen Platz. Es folgte in den 1960er Jahren der Aufbau einer Studienabteilung und 1977 die Akkreditierung des Diplomstudiengangs Musikerziehung in Kooperation mit der Hochschule für Musik und Theater Hannover.
Unter der Leitung von Folker Schramm (Direktor 1992–2000) wurde die Studienabteilung des Städtischen Konservatoriums im Jahr 2000 zunächst als Institut für Musikpädagogik (später Institut für Musik) in die Fachhochschule (heute Hochschule) Osnabrück überführt. Schramm wurde Gründungsdekan und erster Institutsleiter (2001–2006). 2001 erfolgte der Umzug in das denkmalgeschützte Gebäude der ehemaligen Frauenklinik in der Caprivistraße 1. Die im ehemaligen Städtischen Konservatorium integrierte Musikschule blieb in städtischer Trägerschaft. Das Sängerhaus war seit dem Wintersemester 2011 in der Rehmstraße untergebracht, der Lehrstandort für Musical befand sich in der Spichernstraße.
Ab 2019 wurde auf einer Freifläche an der Caprivistraße ein neues Institutsgebäude errichtet, um die verschiedenen Standorte des Instituts für Musik vereinen zu können. Es besteht aus drei plektrenförmigen Gebäudeteilen, die Probenhaus, Bewegungshaus und Bühnenhaus genannt werden und durch ein Foyer verbunden sind. Das Gebäude wurde am 24. Mai 2022 mit einem Festakt eröffnet.

## Studienrichtungen
Das Studienangebot für Instrumentalmusik und Gesang umfasst die Studienprofile Popularmusik, Jazz, Klassik (Instrumental, Vokal, Komposition, Musiktheorie/Gehörbildung), Elementare Musikpädagogik und Musical.
Die Ausbildung zum Musikpädagogen und zum Berufsmusiker beinhaltet neben dem individuellen Instrumental- und Gesangsunterricht weiterführende Kurse in Fachdidaktik und Pädagogik sowie Musiktechnologie, Bühnenperformance und Musikmanagement.
Das Musikstudium am IfM dauert acht Semester und schließt mit dem Bachelor of Arts in Musikerziehung ab.
Schwerpunkte bilden die Musikerziehung mit musikpädagogischen Fächern, Praktika und die Zusammenarbeit mit Musikschulen und Partnern in schulischen, kulturellen und Hochschulbereichen.
Das Institut verfügt über ein studentisches Sinfonieorchester, das sich aus Musikern rekrutiert, die das Profil Klassik studieren.

## Dozenten
- Sascha Wienhausen, Pop- und Musicalgesang (Dekan des Institutes)
- Irmgard Brockmann, Musiktheorie und Gehörbildung
- Michael Schmoll, Musiktheorie, Gehörbildung und Arrangement, Komposition
- Dirk Engler, Schauspiel, Musical
- Thomas Holland-Moritz, Singen mit Kindern
- Jule Greiner, elementare Musikpädagogik
- Silke Lehmann, Pädagogik der Musikerziehung
- Jerry Lu, Jazzklavier
- Tamara McCall, elementare Musikpädagogik, inklusiver Tanz
- Anne Mette Iversen, Jazz-Komposition und Jazz-Bass
- Frederik Köster, Jazztrompete
- Daniel Oertel, Popgesang
- Joachim Rieke, klassisches Klavier
- Florian Weber, Jazzklavier
- Bernhard Wesenick, Fagott
- Hauko Wessel, Violine und Viola
- Volker Winck, Jazzsaxophon
- Frank Wingold, Jazzgitarre

## Bekannte Absolventen

### Konservatorium Osnabrück (bis 2000)
- Kurt Felgner
- Hilde Langer-Rühl
- Robert Schleisiek

### Institut für Musik (seit 2000)
- Lisandra Bardél
- Christopher Bolte
- Nico Gomez
- Alica Hubiak
- Natalia Mateo
- Dennis Schigiol
- Michaela Schober
- Matthias Schwengler
- Jendrik Sigwart
- Christina Zurhausen